# 阿卑多斯
阿卑多斯（希腊语：Άβυδος），是一座古老的城市，位于小亚细亚的美西亚，现在的土耳其恰纳卡莱省，距首府恰纳卡莱约2公里，称为Nagara Point，或Nara Burnu，是达达尼尔海峡（即赫勒斯滂）亚洲一端最优良的港口，从此处到对面欧洲部分的塞斯特是整个达达尼尔海峡的最短处，只有一英里不到。此地因其战略地位从20世纪起就被划为禁区。
阿卑多斯这个名字首次在文献中被提到是在荷马史诗《伊利亚特》的《舰船目录》中（伊利亚特 ii. 836）。那时它可能是色雷斯人的城镇，但是之后在大约公元前700年左右呂底亞国王吉基斯（Gyges）同意将其变成米利都人的殖民地。公元前514年波斯人占领了阿卑多斯，大流士于512年将其焚毁。公元前480年当澤克西斯一世入侵希腊时他在这里修建了两座浮桥，从而渡过了海峡。
阿卑多斯后来加入了雅典领导下的提洛同盟，直到公元前411年从其中反叛出来。它随之于斯巴达结盟，直到公元前394年。斯巴达国王阿格西莱二世在返回希腊的途中曾路过此地。阿卑多斯在随后的年代一直在波斯阿契美尼德帝国的统治之下，直至公元前334年。亚历山大大帝东征时曾向阿卑多斯掷出一支投枪，宣布亚洲属于了他自己。
阿卑多斯曾在公元前200年激烈的抵抗马其顿国王腓力五世，因之闻名于世。阿卑多斯同时还拥有着利安德神话：古希腊传说中利安德（Leander）是居住在阿卑多斯的一个青年，他和居住在对岸的女祭司赫罗（Hero）相爱。每晚赫罗都在对岸点起火把，指引利安德泅渡过海来和自己相会。但是一个夜晚海上起了风暴，林安德不幸溺毙海中。闻此消息赫罗也跳海自尽。阿卑多斯从公元前五世纪的早期就开始铸造钱币，直到三世纪中叶。
阿卑多斯一直到拜占庭时期还是赫勒斯滂重要的收税站和海关。但是其重要性在奥斯曼帝国苏丹穆罕默德二世于1456年开始在海峡两岸兴建要塞之后就转移到了达达尼尔（恰纳卡莱）。